# Loyn Bridge
Loyn Bridge (oder Loyne Bridge) ist eine steinerne Bogenbrücke, die eine kleine Nebenstraße abseits der A693 zwischen den Dörfern Hornby und Gressingham in Lancashire, England über den River Lune führt. Die heutige Brücke ersetzte ein älteres Bauwerk an dieser Stelle, von der man annimmt, dass die Fahrbahn aus Holz gebaut war, die Pfeiler jedoch aus Stein waren. Es gibt Hinweise darauf, dass vor dem Bau einer Brücke der Fluss mit Hilfe einer Furt überquert wurde. Das Datum, zu welchem die noch existierende Bogenbrücke errichtet wurde, ist unbekannt. Das Vorgängerbauwerk stand jedenfalls bis nach 1591, da es in diesem Jahr als „in einem gefährlichen Zustand“ beschrieben wurde. Manche Quellen gehen davon aus, dass die Brücke 1684 gebaut wurden, doch Eingaben, die zwischen 1659 und 1693 an die Quarter Sessions gestellt wurden, machen dieses Jahr unwahrscheinlich. Die Brücke wurde finanziert von der Grafschaft Lancashire, aber später zur Unterhaltung und Instandsetzung dem Lonsdale Hundred übertragen.
Die Brücke ist aus Blöcken von Sandstein und besteht aus drei Bogensegmente mit dreiecksförmigen Eisbrechern, die Ausweichbuchten für Fußgänger beinhalten. Die Bögen haben eine Spannweite von 16,2 m, 19,1 m und 15,8 m. Die Fahrbahn hat eine Breite von 3,7 m, uns die größte Breite der Brücke an ihren Pfeilern beträgt 10,2 m. Das Bauwerk wurde seit seiner Erbauung nur wenig verändert. Die Brüstung wurden mit neueren Steinblöcken versehen, und der ursprüngliche Straßenbelag wurde durch Asphalt ersetzt. Als die Brücke 1998 untersucht wurde, befand man sie ausreichend, um Lastwagen mit einem Gesamtgewicht von 40 Tonnen zu tragen. Das Bauwerk wurde von English Heritage im Grade II* eingestuft und befindet sich als Baudenkmal auf der Statutory List of Buildings of Special Architectural or Historic Interest.

## Belege
1. 1 2 3 4 5  Norman Silcock, Maritime Lancaster and the River Lune: The Loyn Bridge, Lancaster, Lancaster Maritime Museum, 2001
2. 1 2  Scheduled Ancient Monument – Castle Stede. Lancashire County Council, archiviert vom Original am 22. Oktober 2014; abgerufen am 15. August 2012 (englisch).
3. 1 2  Loyn Bridge. Engineering Timelines, abgerufen am 15. August 2012 (englisch).
4. 1 2  Loyne Bridge [1071682]. In: National Heritage List for England. Historic England, abgerufen am 15. August 2012 (englisch).
5. ↑  Loyn Bridge (42928). In: Research records (formerly PastScape). English Heritage, abgerufen am 15. August 2012 (englisch).
6. ↑  Loyn Bridge [1003129]. In: National Heritage List for England. Historic England, abgerufen am 15. August 2012 (englisch).